# Andreas Bönte
Andreas Bönte (* 17. Februar 1959 in Kiel) ist ein deutscher Fernsehjournalist und Autor. Er war stellvertretender Kulturdirektor des Bayerischen Rundfunks. Zudem war er Leiter des Programmbereichs BR Fernsehen, ARD-alpha und 3sat.

## Werdegang
Bönte studierte Politikwissenschaft, Kommunikationswissenschaft und Soziologie an der Universität München. 1985 kam er als freier Mitarbeiter zum Bayerischen Rundfunk und war dort als Filmemacher, Moderator und als Redakteur tätig. Von 1992 bis 2005 war er Leiter und Moderator des Politmagazins Report München. Zusammen mit BR-Redakteur Georg Scheller entwickelte Bönte im Jahr 1994 die Sendung Space Night für das Bayerische Fernsehen und betreute die Sendung redaktionell über 10 Jahre hinweg. Von 2005 bis 2014 moderierte er den Studioteil der Bürgersendung Jetzt red i. Im Jahr 2007 entwickelte Bönte das Sendeformat Nachtlinie und fungierte seither als Moderator und Redaktionsleiter dieser Sendereihe bis zu deren Einstellung am 30. Dezember 2024.
Seit 2005 verantwortete Bönte als Programmbeauftragter für das Bayerische Fernsehen und Leiter des Programmbereichs Planung und Entwicklung Bayerisches Fernsehen die strategische Programmplanung sowie die Weiterentwicklung von Programmstruktur, Programmschema und Programmqualität des Bayerischen Fernsehens. Zugleich war er stellvertretender Fernsehdirektor. Vom 1. Oktober 2015 bis 29. Februar 2016 fungierte Bönte als kommissarischer BR-Fernsehdirektor, vom 1. Januar 2022 bis 28. Februar 2022 war er kommissarischer BR-Kulturdirektor. Ende April 2025 trat er in den Ruhestand ein.

## Auszeichnungen
Von der Deutschen Gesellschaft für Luft- und Raumfahrt (DGLR) wurde Bönte mit der „Korrespondierenden Mitgliedschaft“ (Honorary Fellow) mit Bezug auf Space Night „in Würdigung seiner außerordentlichen Verdienste um eine ebenso innovative wie wirkungsvolle Popularisierung der Raumfahrt ... mit noch nie dagewesener Breitenwirkung und Faszination...“ ausgezeichnet. 2003 wurde er in seiner damaligen Funktion als stellvertretender Chefredakteur Fernsehen des Bayerischen Rundfunks mit dem „Außerordentlichen Medienpreis des Bundes der Vertriebenen“ ausgezeichnet.

## Werke
- Ralf Georg Reuth und Andreas Bönte: „Das Komplott – Wie es wirklich zur deutschen Einheit kam“. Piper Verlag, München, 3. Auflage, Neuausgabe 1995, ISBN 3-492-12052-0. Rezension zur 1. Auflage